# 좀비스쿨
"좀비스쿨"은 2014년에 개봉한 대한민국의 영화이다.

## 줄거리
문제아들이 모여 있는 곳, 칠성학교.
학교라는 이름에 갇힌 아이들의 평범하지 않은 일상이 반복되던 어느 날,
기괴하고 스산한 분위기가 그곳을 휘감기 시작한다.
더 이상 인간의 모습이 아닌 정체불명의 존재로 변해 서로를 참혹하게 물어 뜯는 선생들이 학교를 순식간에 장악한다. 영문도 모른 채 극한 상황에 처한 아이들은 생존을 위해 절대로 죽지 않는 좀비 무리들에게 필사적으로 맞서고, 벗어날 수 없는 공포로 뒤덮인 학교는 핏빛으로 물들기 시작하는데...

## 캐스팅
- 백서빈 : 정식 역
- 하은설 : 혜나 역
- 김승환 : 교감 역
- 김경룡 : 교장 역
- 박재훈 : 지도교사 역
- 이상은 : 영양사 역
- 민지 : 정자 역
- 배민수 : 철기 역
- 이설구 : 김 선생 역
- 손소영 : 양호선생 역
- 권민준 : 광태 역
- 임다은 : 다은 역
- 남동현 : 동현 역
- 김도신 : 정식 아빠 역
- 유승원 : 군인 역 (우정출연)

## 수상
- 18회 부천 국제판타스틱영화제 (2014) 초청 월드 판타스틱 시네마(김석정)